# Австралия на зимних Олимпийских играх 2006
Сборную Австралии на играх в Турине представляли 40 спортсменов, что сделало её самой многочисленной в своей истории выступлений на зимних Олимпийских играх. В общей сложности представители Австралии завоевали 2 медали — золото и бронзу, что позволило занять 17-е место в неофициальном общекомандном зачёте.

## Медалисты
| Золото |                |                                |
| №      | Спортсмены     | Вид спорта (дисциплина)        |
| 1      | Дейл Бегг-Смит | Фристайл (могул, мужчины)      |
| Бронза |                |                                |
| 1      | Алиса Кэмплин  | Фристайл (акробатика, женщины) |

## Биатлон

### Мужчины
| Спортсмен      | Дисциплина           | Время     | Место |
| -------------- | -------------------- | --------- | ----- |
| Камерон Мортон | Спринт               | 32:07.4   | 81    |
| Камерон Мортон | Индивидуальная гонка | 1:07:03.7 | 82    |

## Бобслей
| Спортсмен                      | Дисциплина      | Время     | Время     | Время     | Время     | Время     | Место |
| Спортсмен                      | Дисциплина      | Попытка 1 | Попытка 2 | Попытка 3 | Попытка 4 | Сумма     | Место |
| ------------------------------ | --------------- | --------- | --------- | --------- | --------- | --------- | ----- |
| Астрид Лок-Уилкинсон Кайли Рид | женщины, двойки | 58.53     | 58.85     | 59.00     | 58.73     | 3:55.11   | 14    |
| Джереми Роллстон Шейн Маккензи | мужчины, двойки | 56.77     | 56.59     | 57.22     | Не прошли | Не прошли | 22    |

## Горнолыжный спорт

### Мужчины
| Спортсмен    | Дисциплина       | Время          | Время          | Время          | Время          | Место          |
| Спортсмен    | Дисциплина       | Попытка 1      | Попытка 2      | Попытка 3      | Сумма          | Место          |
| ------------ | ---------------- | -------------- | -------------- | -------------- | -------------- | -------------- |
| Эй Джей Беар | супергигант      | Не финишировал | Не финишировал | Не финишировал | Не финишировал | Не финишировал |
| Крэйг Бранч  | скоростной спуск | —              | —              | —              | 1:52.55        | 32             |
| Джоно Брауэр | слалом           | Не финишировал | Не финишировал | Не финишировал | Не финишировал | Не финишировал |
| Джоно Брауэр | комбинация       | Не финишировал | Не финишировал | Не финишировал | Не финишировал | Не финишировал |
| Брэдли Уолл  | гигант           | Не финишировал | Не финишировал | Не финишировал | Не финишировал | Не финишировал |

## Лыжные гонки

### Женщины
| Спортсмен         | Дисциплина                       | Время   | Место |
| ----------------- | -------------------------------- | ------- | ----- |
| Клэр-Луиза Брамли | 15 км (дуатлон, 7,5 км + 7,5 км) | 47:03.1 | 42    |

### Спринт
| Спортсмен      | Дисциплина     | Квалификация | Квалификация | Четвертьфинал | Четвертьфинал | Полуфинал | Полуфинал | Финал     | Финал          |
| Спортсмен      | Дисциплина     | Время        | Место        | Время         | Место         | Время     | Место     | Время     | Итоговое место |
| -------------- | -------------- | ------------ | ------------ | ------------- | ------------- | --------- | --------- | --------- | -------------- |
| Эстэр Боттомли | женский спринт | 2:23.55      | 52           | Не прошла     | Не прошла     | Не прошла | Не прошла | Не прошла | 52             |
| Пол Маррэй     | мужской спринт | 2:25.29      | 51           | Не прошёл     | Не прошёл     | Не прошёл | Не прошёл | Не прошёл | 51             |

## Санный спорт
| Спортсмен           | Дисциплина        | Время     | Время     | Время     | Время     | Время    | Место |
| Спортсмен           | Дисциплина        | Попытка 1 | Попытка 2 | Попытка 3 | Попытка 4 | Сумма    | Место |
| ------------------- | ----------------- | --------- | --------- | --------- | --------- | -------- | ----- |
| Ханна Кэмпбэлл-Пэгг | женщины, одиночки | 49.577    | 49.350    | 49.574    | 49.038    | 3:17.539 | 23    |

## Скелетон
| Спортсмен   | Дисциплина | Время     | Время     | Время   | Место |
| Спортсмен   | Дисциплина | Попытка 1 | Попытка 2 | Сумма   | Место |
| ----------- | ---------- | --------- | --------- | ------- | ----- |
| Мишель Стил | женщины    | 1:01.26   | 1:02.21   | 2:03.47 | 13    |
| Шон Бойл    | мужчины    | 1:00.13   | 1:00.00   | 2:00.13 | 22    |

## Сноуборд

### Хафпайп
| Спортсмен      | Дисциплина | Квалификация | Квалификация | Квалификация | Квалификация | Финал     | Финал     | Итоговое место |
| Спортсмен      | Дисциплина | Попытка 1    | Попытка 1    | Попытка 2    | Попытка 2    | Попытка 1 | Попытка 2 | Итоговое место |
| Спортсмен      | Дисциплина | Очки         | Место        | Очки         | Место        | Очки      | Очки      | Итоговое место |
| -------------- | ---------- | ------------ | ------------ | ------------ | ------------ | --------- | --------- | -------------- |
| Аллан Митчелл  | мужчины    | 28.8         | 8            | 23.7         | 25           | Не прошёл | Не прошёл | 31             |
| Эндрю Бёртон   | мужчины    | 15.2         | 34           | 21.8         | 32           | Не прошёл | Не прошёл | 32             |
| Тора Брайт     | женщины    | 32.0         | 10           | 43.1         | 1 (Q)        | 17.0      | 41.0      | 5              |
| Холли Кроуфорд | женщины    | 19.0         | 22           | 29.9         | 18           | Не прошла | Не прошла | 18             |
| Бен Мэйтс      | мужчины    | 4.9          | 43           | 5.0          | 36           | Не прошёл | Не прошёл | 42             |

### Параллельный гигантский слалом
| Спортсмен         | Дисциплина | Квалификация | Квалификация | 1/8                    | Четвертьфиналы | Полуфиналы     | Финал          | Финал     |
| Спортсмен         | Дисциплина | Время        | Место        | Соперник Время         | Соперник Время | Соперник Время | Соперник Время | Место     |
| ----------------- | ---------- | ------------ | ------------ | ---------------------- | -------------- | -------------- | -------------- | --------- |
| Эмануэль Опплигер | мужчины    | 1:12.11      | 15 (Q)       | Ф. Шох (2) пор. + 1.37 | Не прошёл      | Не прошёл      | Не прошёл      | Не прошёл |
| Джоанна Шоу       | женщины    | 1:38.86      | 29           | Не прошла              | Не прошла      | Не прошла      | Не прошла      | 29        |

### Сноубордкросс
| Спортсмен     | Дисциплина | Квалификация | Квалификация | 1/8       | Четвертьфиналы | Полуфиналы | Финал         | Финал     |
| Спортсмен     | Дисциплина | Время        | Место        | Позиция   | Позиция        | Позиция    | Позиция       | Место     |
| ------------- | ---------- | ------------ | ------------ | --------- | -------------- | ---------- | ------------- | --------- |
| Эмили Томас   | женщины    | 1:34.57      | 21           | Не прошла | Не прошла      | Не прошла  | Не прошла     | Не прошла |
| Дэймон Хэйлер | мужчины    | 1:21.51      | 12 (Q)       | 1 (Q)     | 2 (Q)          | 3 (Q)      | 3 Малый финал | 7         |

## Фигурное катание
| Спортсмен     | Дисциплина | КП    | КП    | ПП        | ПП        | Всего | Всего          |
| Спортсмен     | Дисциплина | Баллы | Место | Баллы     | Место     | Баллы | Итоговое место |
| ------------- | ---------- | ----- | ----- | --------- | --------- | ----- | -------------- |
| Джоанн Картер | женщины    | 40.86 | 25    | Не прошла | Не прошла | 40.86 | 25             |

Примечание: КП — короткая программа, ПП — произвольная программа

## Фристайл

### Женщины
| Спортсмен         | Дисциплина | Квалификация | Квалификация | Финал     | Финал |
| Спортсмен         | Дисциплина | Баллы        | Место        | Баллы     | Место |
| ----------------- | ---------- | ------------ | ------------ | --------- | ----- |
| Мануэла Берктольд | могул      | 22.19        | 16 (Q)       | 22.21     | 14    |
| Элизабет Гарднер  | акробатика | 127.42       | 32           | Не прошла | 32    |
| Лидия Иеродиакону | акробатика | 155.45       | 14           | Не прошла | 14    |
| Джекки Купер      | акробатика | 213.60       | 1 (Q)        | 152.69    | 8     |
| Алиса Кэмплин     | акробатика | 165.32       | 10 (Q)       | 191.39    | 3     |

### Мужчины
| Спортсмен         | Дисциплина | Квалификация | Квалификация | Финал     | Финал |
| Спортсмен         | Дисциплина | Баллы        | Место        | Баллы     | Место |
| ----------------- | ---------- | ------------ | ------------ | --------- | ----- |
| Дейл Бегг-Смит    | могул      | 25.40        | 1 (Q)        | 26.77     | 1     |
| Джейсон Бегг-Смит | могул      | 20.22        | 29           | Не прошёл | 29    |
| Майкл Робертсон   | могул      | 21.52        | 24           | Не прошёл | 24    |
| Ник Фишер         | могул      | 22.89        | 16 (Q)       | 23.39     | 12    |

## Шорт-трек

### Женщины
| Спортсмен      | Дисциплина | Квалификация | Квалификация | Четвертьфиналы | Четвертьфиналы | Полуфиналы | Полуфиналы | Финал     | Финал |
| Спортсмен      | Дисциплина | Время        | Место        | Время          | Место          | Время      | Место      | Время     | Место |
| -------------- | ---------- | ------------ | ------------ | -------------- | -------------- | ---------- | ---------- | --------- | ----- |
| Эмили Роузмонд | 1000 м     | 2:40.171     | 5            | Не прошла      | Не прошла      | Не прошла  | Не прошла  | Не прошла | 25    |
| Эмили Роузмонд | 1500 м     | 1:39.942     | 2 (Q)        | 1:37.627       | 3              | Не прошла  | Не прошла  | Не прошла | 12    |

### Мужчины
| Спортсмен                                    | Дисциплина       | Квалификация | Квалификация | Четвертьфиналы | Четвертьфиналы | Полуфиналы | Полуфиналы | Финал            | Финал |
| Спортсмен                                    | Дисциплина       | Время        | Место        | Время          | Место          | Время      | Место      | Время            | Место |
| -------------------------------------------- | ---------------- | ------------ | ------------ | -------------- | -------------- | ---------- | ---------- | ---------------- | ----- |
| Марк Макни                                   | 1000 м           | 1:30.033     | 4            | Не прошёл      | Не прошёл      | Не прошёл  | Не прошёл  | Не прошёл        | 23    |
| Марк Макни                                   | 1500 м           | 2:29.356     | 4            | Не прошёл      | Не прошёл      | Не прошёл  | Не прошёл  | Не прошёл        | 23    |
| Алекс Макэван                                | 500 м            | 45.173       | 4            | Не прошёл      | Не прошёл      | Не прошёл  | Не прошёл  | Не прошёл        | 25    |
| Стивен Ли Марк Макни Лаклэн Хэй Эллиот Шрэйн | эстафета, 5000 м | —            | —            | —              | —              | 7:03.356   | 4          | Финал В 7:01.666 | 7     |